# تمييز بين الأنواع
التمييز بين الأنواع (بالإنجليزية: Speciesism) مصطلح صاغه ريتشارد رايدر عام 1970 مقابل التمييز وفق العرق والتمييز على أساس الجنس، وذلك في سياق الدفاع عن حقوق الحيوان، ويعني نسبة قيم وحقوق مختلفة واعتبارات خاصة لأفراد بناء على انتمائهم لنوع حيوي، والحجة تقوم على أن الانتماء لنوعٍ محددٍ غالباً ما يقصد به الإنسان، لا يعطي ميزات أخلاقية منفصلة عن غيره من الأنواع الحيوانية.
لا يستخدم المصطلح بصورة ثابتة، ولكنه يعتنق فكرتين بصورة عامة. يشير عادةً إلى "تمييز النوع البشري (سيادة البشرية)، أيّ استبعاد كُلّ الحيوانات غير البشر من التحصينات المُعطاة للبشر. ويشير أيضاً إلى فكرةٍ أكثر عمومية، هي القيم المخصصة لعضوية الأنواع الأساسية وحدها، بالتالي يستلزم "التمييز بين الأنواع البشر - شمبانزي" تأييد البشر لحقوق الشمبانزي أكثر من حقوق الكلاب، بسبب التشابهات بين البشر والشمبانزي.

## التاريخ

### تاريخ التفاعل البشري مع الأنواع الأخرى
على مر التاريخ البشري، نظرت كل المجتمعات إلى أشكال الحياة الحيوانية على أنها مختلفة عن البشر، واستخدمتها بطرق تفيد البشرية، بما في ذلك الحليب، والبيض، واللحوم، والصوف، والنقل، والطاقة، والحراسة، والترفيه، إلخ. تغيَّر مُسمَّى مثلُ هذه الأنشطة التي كان يَسلُكُها البَشَر بشكل طبيعي عبر آلاف السنين وفي كل الكرة الأرضية، تغيّر بشكل سئ من قبل البعض إلى ما يُسمى «التمييز بين الأنواع» (speciesis).

### نشأة المصطلح

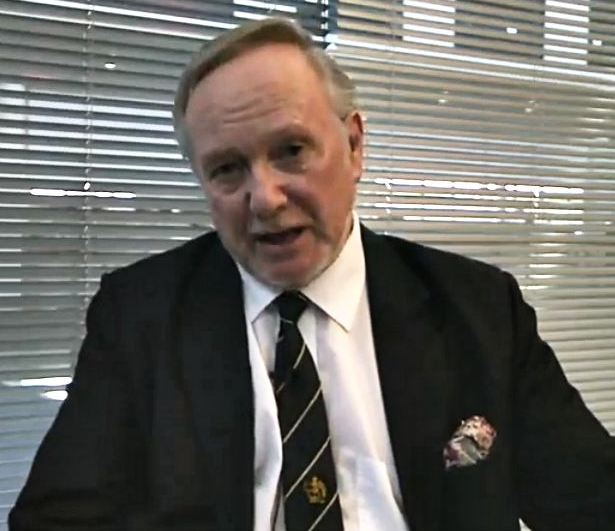
صاغ مصطلح "التمييز بين الأنواع" عام 1970 ريتشارد د. رايدر.

ظهر مصطلح تفوق النوع البشري speciesism، جنبًا إلى جنبٍ مع الجدل حوله كمصطلح متحيّز، وكان ذلك في العام 1970 في كتيّب نشره عالم النفس البريطاني ريتشارد رايدر، وطبعه على نفقته الخاصة. كان رايدر عضوًا في مجموعةٍ من المثقفين في أكسفورد -إنجلترا، اسمها المنظمة الفتاة لحقوق الحيوان، والتي تعرف الآن باسم مجموعة أكسفورد. وكان أحد نشاطات المجموعة توزيع كتيّبات في مجالات اهتمامها، وكان عنوان الكتيّب «تفوق الإنسان» وكان الهدف منه معارضة التجارب على الحيوانات.
قال رايدر في الكتيّب: "طالما أن داروين، ومعه بقية العلماء، قد اتفقوا على عدم وجود فرقٍ جوهريٍّ بين البشر والحيوانات الأخرى. فلماذا نتعامل بتمييزٍ شبه تام بين الإنسان والحيوان من الناحية الأخلاقية؟ إذا كانت كل الكائنات الحية تشكّل وحدةً طبيعيةً مستمرة، فيجب أن نكون على نفس المنوال من الناحية الأخلاقية كذلك". وكتب أنه في ذلك الوقت في المملكة المتحدة كانت تُستخدم في التجارب خمسة ملايين حيوان كل عام، وأن محاولة الحصول على فوائد لجنسنا البشري من خلال إساءة معاملة الأنواع الأخرى، هو نتيجة شعورٍ بـ "تفوق النوع البشري"، وهو شعورٌ بالأنانية وليس تفكيرًا عقلانيًّا."
استخدم رايدر المصطلح مرة أخرى في مقاله«تجارب على الحيوانات» في كتابه: الحيوانات، والرجال والأخلاق (1971)، وهو مجموعة مقالات عن حقوق الحيوان قام بتحريرها طلاب الدراسات العليا في كلية الفلسفة: ستانلي وروزليند غودلفيتش وجون هاريس، الذين كانوا أيضاً أعضاء في مجموعة أكسفورد. كتب رايدر Ryder:
يُعتبر كلٌ من مصطلحي «العِرْق» و«النوع» على حد سواء مصطلحين غامضين مستخدمين في تصنيف المخلوقات الحية تبعاً، على نحو كبير، لمظهرها المادي، يمكن، مع ذلك، إجراء مضاهاة بينهما.
يعتبر التمييز على أساس العرق في أيامنا تصرفاً مداناً على نحو واسع، وذلك على الرغم من أنه كان تصرفاً مغفوراً في القرنين الماضيين، وبشكل مشابه؛ لعله قد يتأتى أن تمقت العقول المستنيرة يوماً ما «التمييز بين الأنواع» كبغضها للـ «تمييز العنصري» حالياً. لذا فإن اللامنطقية في شكلي الإجحاف والتحيّز هي في الحقيقة نوع واحد متماثل.

وإذا كان من المقبول اعتبار تعمّد إلحاق الأذى بالمخلوقات البشرية البريئة أمراً خاطئاً أخلاقياً، إذن فمن المنطقي اعتبار إلحاق الأذى بالأفراد البرآء من الأنواع الأخرى أمراً خاطئاً بنفس الدرجة أيضاً. ولقد آن الأوان للتصرف وفق هذا المنطق
.
إن من يدعي أن التمييز بين الأنواع غير عادل للأنواع اللابشرية غالباً قد جادلوا عن قضيتهم بالمقارنة بين الثدييات والدجاج في سياق الأبحاث والزراعة، مع ذلك؛ ليس هناك تعريف واضح أو حد متفق عليه من قبل شريحة معتبرة من رواد هذه الحركة للأنواع التي يجب معاملتها بمساواة مع البشر، أو ببعض الأحيان بمزيد من الحماية: الثدييات، الطيور، الزواحف، مفصليات الأرجل، الحشرات، الجراثيم...الخ

### انتشار الفكرة
لقد اشاع المغني بيتر فكرة تحرر الحيوان عام (1975).
نشر المغني والفيلسوف الأسترالي بيتر هذا المصطلح في كتابه تحرير الحيوان في عام (1975). لقد عرف المغني الفيلسوف رايدر منذ أن كان طالباً للفلسفة في جامعه أكسفورد. وافق بيتر رايدر في ابتكاره المصطلح واستخدامه له في الفصل الخامس من كتابه: "سياده الإنسان... تاريخ مختصر للتمييز بين الأنواع"، معرفاً إياه بالإجحاف أو السلوك الذي يحمل نزعه وتأييداً لشهوات هؤلاء من أنصار النوع البشري الواحد ومعارضاً لأنصار الفصائل الأخرى".
لقد تعدى العنصريون مبدأ المساواة بمنحهم اهميه أكبر لرغبات أنصار فريق عرقهم الخاص بينما يقوم صدام مابين شهواتهم وشهوات العرق الآخر. وتعدى أنصار التمييز الجنسي على مبدأ المساواة بتأييد رغبات جنسهم الخاصة. وبالمثل، يسمح اصحاب النوع البشري لشهوات جنسهم الخاصة بإلغاء الشهوات الكبرى لأصحاب العرق الآخر. وإن المثال مطابق للحالتين.
لقد اثبت المغني من منظور هادف واولوي ان ثوره التمييز بين الأنواع تتعدى على مبدأ اهميه المساواة في الرغبات، ولقد اعتمدت هذه الفكرة على نظريه جيرمي بنثامز«لكل امرؤ شخص يهتم له ولا يوجد أحد يهتم لأكثر من شخص.» ولقد اثبت المغني انه على الرغم من وجود اختلافات بين البشر والحيوانات لكنهم يشتركون في القدرة على تحمل المعاناة ويجب ان نمنح اهميه لمبدأ المساواة بسبب تلك المعاناة. وان أي موقف قد يسمح لحالات أو قضايا متشابهه بأن تعالج بأسلوب غير مشابه لها يفشل في التقدم كنظريه اخلاقيه ملائمه. مصطلح قبض على؛ كتب المغني كلمة انه كان محرجاً ولكن لم يكن يستطيع أن يفكر بواحدة أفضل. أصبحت مُدخلة في قاموس أوكسفورد الأنكليزي في عام 1985، عُرفت ب «التمييز ضد أو استغلال الأنواع الحيوانية من قبل البشر، بناءً على افتراض التفوق البشري». في عام 1994 قاموس أوكسفورد للترجمة قدّم تعريف أوسع: «قياساً على العنصرية وتمييز الجنس، الموقف غير اللائق لفرض الاحترام للحياة، كرامة، أو احتياجات أخرى للحيوانات من الجنس البشري».
في الآونة الأخيرة، جماعات حقوق الحيوان مثل مزرعة حركة حقوق الحيوان  والأشخاص من أجل المعاملة الأخلاقية للحيوانات  حاولت الترويج للمفهوم من خلال تعزيز اليوم العالمي ضد الأنواع في 5يونيو.

## الحجج المعارضة

### المجتمع الأخلاقي، البرهان من الحالات الهامشية
تشرح باولا كافالييري بأنّ النظام الإنساني القائم يشمل انتماء البشر وحدهم إلى المجتمع الأخلاقي، وبأنهم جميعًا يستحقون الحماية بشكلٍ متساوٍ، وكتبت بأن العضوية النوعية هي عضوية أخلاقية بحكم الواقع. هذا النظام لديه جانب شمولي (كل البشر يستحقون الحماية)، وجانب إقصائي (فقط الكائنات البشرية لها هذا الحق)، كما كتبت بأنّ هذه المسألة لم تكن صعبة على الفلاسفة وحدهم.
جادل ريتشارد روتي (1937-2007) بأنّ معظم الكائنات البشرية –غير المنتمية لما سمّاه «ثقافة حقوق الإنسان المركزية الأوروبية»- غير قادرة على إدراك السبب الذي يجعل الانتماء لنوع بحد ذاته كافيًا لشمله في المجتمع الأخلاقي: «معظم الأشخاص يعيشون في عالم، سيكون فيه توسيع إدراك الشخص للمجتمع الأخلاقي ليشمل ما هو خارج عائلته أو جماعته أو قبيلته، أمرًا شديد المخاطرة، بل قد يكون غايةً في الخطورة في غالب الأحيان».
معظم البشر يمتعضون بنفس القدر من امتداد المنظومة الأخلاقية لتشمل الحيوانات غير البشرية، وعلى الرغم من امتلاك هؤلاء الحيوانات بعضًا من الحماية الأخلاقية في بعض المجتمعات، إلّا أنّ هذا يمتد ليشمل فقط الحماية ممّا سمّته كافالييري «القسوة الوحشية».
يدّعي معارضي التحيز النوعي بأنّ توسيع العضوية الأخلاقية لتشمل جميع البشر بغض النظر عن خواصّهم الفردية –كالذكاء مثلًا، في الوقت الذي يتم فيه تجريد الحيوانات من ذلك –أيضًا بغض النظر عن خواصّهم الفردية، هو أمرٌ غير متناسقٍ داخليًا.
وتبعًا للبرهان من الحالات الهامشية: إن كان الرضع وذوي المُعوِّقات الإدراكية يمتلكون وضعًا أخلاقيًا معينًا، فإنّ الحيوانات غير البشرية يجب أن تمتلك نفس هذا الحق، إذ لا يوجد أي مقدرة مهمة أخلاقيًا يمتلكها هؤلاء الأشخاص، وتعوزها الحيوانات غير البشرية.
يقول الباحث القانوني الأمريكي ستيفن م. وايز بأنّ التمييز بين الأنواع هو انحياز تعسفي كغيره من الانحيازات، كما يقتبس من ناقد حقوق الحيوان البارز الفيلسوف رايموند فري (1941-2012)، الذي كتب عام 1983 بأنّه إذا أُجبِر على الاختيار بين التخلّي عن التجارب الحيوانية، وبين السماح بإجراء التجارب على البشر ذوي الحالات الخاصة، سيختار الأخيرة، وذلك لكونه لا يستطيع التفكير على الإطلاق في أي شيء يدعم أية حياة بشرية بقيمة اعظم من أية حياة حيوانية.

### العقل التقطعي
دافع عالم الأحياء التطوّري ريتشارد دوكينز ضد التمييز بين الأنواع في صانع الساعات الأعمى (1986)، وفي مشروع القردة العليا (1993)، وفي وهم الإله (2006)، موضّحًا صلة ذلك بالنظرية التطورية، وذلك بمقارنة المواقف والافتراضات العنصرية السابقة بنظيراتها لدى المتحيزين على أساس النوع.
يوضّح دوكينز في فصل «الشجرة الحقيقية الوحيدة للحياة» في كتابه صانع الساعات الأعمى، بأنّ انقراض الأشكال المتوسطة لا يحمي علم تصنيف الأنواع الحيواني من الإبهام المحرج الناتج عن ذلك فحسب، وإنّما الأخلاق والقوانين البشرية كذلك.
حيث يقول دوكينز بأنّ «العقل المتقطع» الواسع الانتشار، هو ما يُقسّم العالم إلى وحدات -لا تعكس شيء سوى استخدامنا للغة، والحيوانات إلى أنواع متقطّعة.
قال دوكينز في نقاش مع سنجر في مركز التحقيق (CFI) عام 2007، عندما سُئل عمّا إذا كان لا يزال يأكل اللحوم: «إنّه يشبه إلى حد ما الموقف الذي امتلكه العديد من الناس منذ بضع مئاتٍ من السنين حول العبودية؛ شعر معظم الأشخاص بعدم الارتياح الأخلاقي تجاه العبودية، ولكنهم سايروا ذلك لأن اقتصاد الجنوب بأكمله كان يعتمد على العبودية».

### المحرقة الحيوانية
يجادل ديفيد سزيتبل في ورقته «هل يمكن مقارنة معاملة الحيوان بالمحرقة؟» المنشورة عام 2006، بإمكانية مقارنة العنصرية النازية بالانحياز النوعي المتأصّل بتناول اللحوم واستخدام المنتجات الحيوانية -خاصّةً تلك المنتجة في المصانع الحيوانية.
يقول الطبيب الإسرائيلي يحيئيل مايكل باريلان بأنّ التمييز بين الأنواع ليس كالعنصرية النازية، لأنّ الأخيرة تُوَقِّر الظالم وتُدين الضعيف والمظلوم، فهو يصف التمييز بين الأنواع على أنّه الاعتراف بالحقوق المبني على انتماء النوع، بدلًا من الاعتماد على الأسس الأخلاقية وحدها.

### مركزية الوعي
إنّ فكرة «التوسيع التحرري» يمكن أن تمتد لتشمل القيمة الجوهرية لما هو أبعد من الكائنات الواعية، إذ يسعى هذا المفهوم إلى تطبيق مبدأ الحقوق الفردية ليس على كل الحيوانات فحسب، وإنّما على الأجسام التي لا تمتلك جهازًا عصبيًا أيضًا، كالأشجار والنباتات والصخور.
```
يرفض رايدر هذه الحجة، ويكتب بأنّ: «القيمة لا يمكنها التواجد في غياب الوعي، أو الوعي المحتمل، وعلى ذلك لا تمتلك الصخور، والأنهار، والمنازل مصالح وحقوق خاصّة بها، وهذا لا يعني بالطبع أنّها ليست ذات قيمة بالنسبة لنا، وللكائنات القادرة على الإحساس بالألم الأخرى، بما فيها تلك التي تحتاجها كمساكن لها والتي ستعاني بدونها.»
[
24
]
```

## الحجج المؤيدة

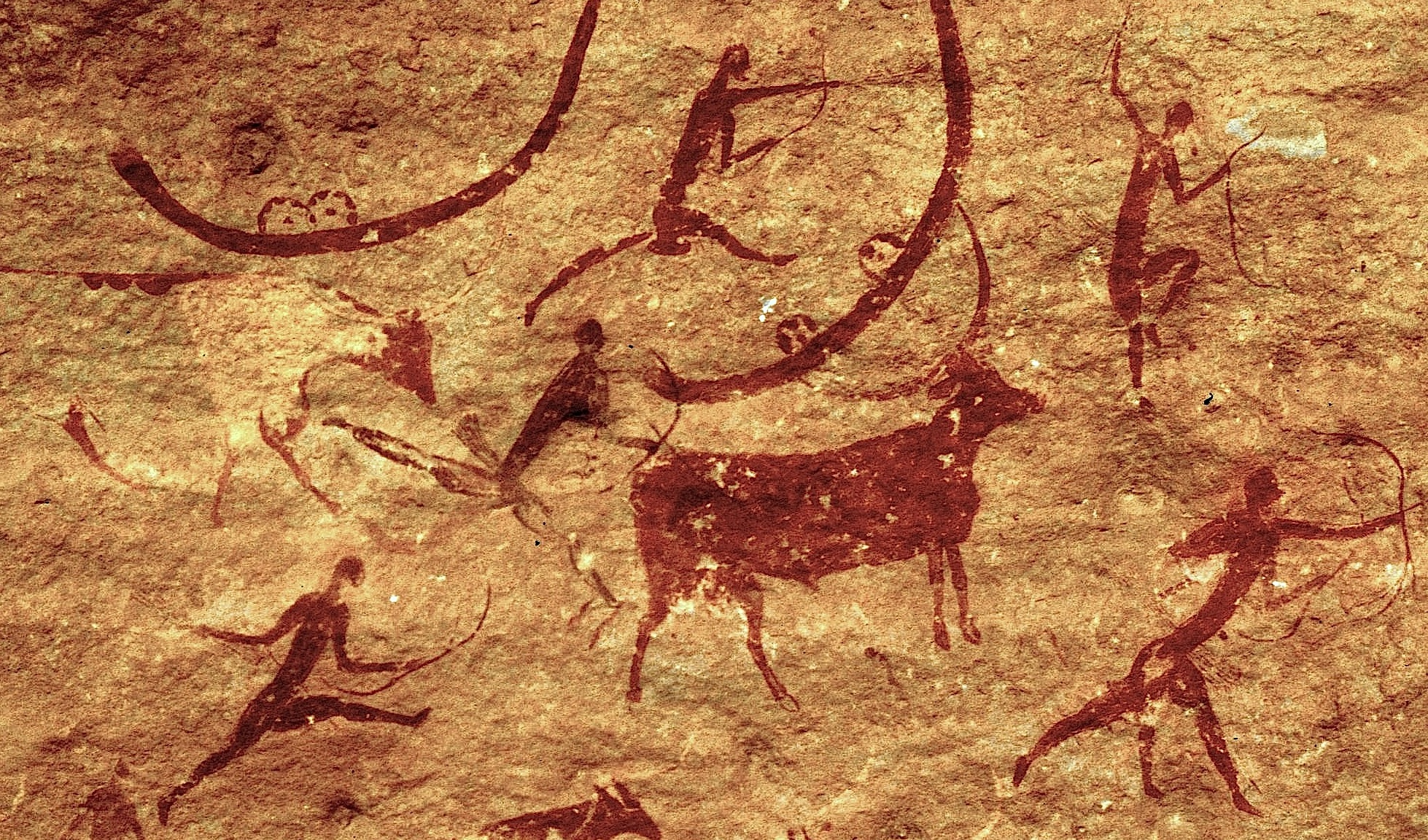
الصيد قديماً، لوحات صخرية

### الحجج الفلسفية
من المواضيع المشتركة فيما يخص الدفاع عن التمييز بين الأنواع، هو الحجة التي تفيد بأنّ الإنسان يمتلك الحق في استغلال الأنواع الأخرى للدفاع عن نوعه.
إنّ التحيز النوعي بحسب الفيلسوف كارل كوهين ليس منطقيًا فحسب، وإنما هو أساسي للسلوك الصحيح، فالتحيز الجنسي والتحيز العرقي خاطئين بسبب عدم وجود فروق مهمة أخلاقيًا بين الأجناس والأعراق، أمّا بين الحيوانات والبشر يوجد فروق كبيرة؛ الحيوانات غير مؤهلة للتشخص من المنظور الكانطي -بحسب وجهة نظره، وبالتالي ليس لهم حقوق.
انتقدت النسوية الأمريكية نيل نودينجز مفهوم سينجر حول التحيز النوعي، بكونه بسيطًا، وبأنه فشل في مراعاة سياق خصائص النوع، مثلما تراعي مفاهيم التحيز الجنسي والعرقي سياق التمييز ضد الإنسان.
تقول موضوعية آين راند بأن البشر هم الكائنات الوحيدة الممتلكة لما أطلقت راند وعيًا مفاهيميًا، إضافةً إلى القدرة على التفكير وتطوير نظام أخلاقي، وبالتالي البشر هم الوحيدين الذين يحق لهم الحصول على الحقوق. كما يقول الفيلسوف الموضوعي ليونارد بييكوف بأنّ مطالبة الإنسان بالإذعان لحقوق الحيوانات الأخرى يعني حرمانه من حقوقه.
كما يقول الفيلسوف البريطاني روجر سكروتون بأنّ حقوق الحيوان وحركة معاداة التحيز النوعي هم أغرب تحوّل ثقافي في النظرة التحررية (الليبرالية) للعالم.